# Ergátes (Chypre)
Ergátes (grec moderne : Εργάτες) est une commune chypriote située à l’ouest de Nicosie. On y trouve une zone industrielle.